# Imamu Mayfield
Imamu Mayfield (ur. 19 kwietnia 1972 w Freehold) – amerykański bokser. Były mistrz świata federacji IBF w wadze junior ciężkiej.

## Profesjonalna kariera
Na zawodowych ringach zadebiutował 5 lutego 1994 roku nokautując w pierwszej rundzie Matta Davisa. W swoim osiemnastym pojedynku pokonał jednogłośną decyzją Uriaha Granta zdobywając pas IBF. W swojej pierwszej obronie niecałe pięć miesięcy później znokautował w jedenastej rundzie niepokonanego wcześniej Terryego Dunstana. Swój pas stracił w drugiej obronie przegrywając z Arthurem Williamsem 30 października 1998 przez TKO w dziewiątej rundzie. 6 maja 2000 został znokautowany w trzeciej rundzie przez mistrza federacji WBC w wadze junior ciężkiej Juana Carlosa Gomeza. Po stoczeniu dziesięciu kolejnych pojedynków 25 marca 2006 przegrał jednogłośnie z Krzysztofem Włodarczykiem a dziewięć miesięcy później został znokautowany w trzeciej rundzie przez Aleksandra Powietkina. 23 lutego 2008 roku przegrał z Johnathonem Banksem przez techniczny nokaut już w pierwszej rundzie, Po tej walce zakończył karierę.

## MMA
31 grudnia 2003 roku, podczas gali Inoki Bom-Ba-Ye w Japonii stoczył jedyną w swej karierze walkę MMA. Przegrał wtedy przez poddanie na skutek duszenia z japońskim wrestlerem Kazuyukim Fujitą.